# Cairn terrier
Cairn terrier,[Nota] originário da Escócia, é uma raça de cães do tipo terrier, antes chamada de skye terrier de pelo curto. Considerada dócil, apesar de ousada, e que não requer muitos cuidados, seu nome atual foi inspirado em sua função de afugentar pragas e pequenas caças escondidas nas pilhas de pedras denominadas cairns. Classificados como animais alegres, travessos, teimosos e dominantes, adaptam-se facilmente a famílias que vivem tanto no campo quanto na cidade e cujos membros sejam ativos. De pelagem dupla, dura, felpuda e de cores variadas, tem o corpo quadrado e robusto. Com predileção por latir, é um cão de fácil adestramento, apesar de precisar ser supervisionado em um primeiro contato com uma criança. Entre os cães mais famosos desta raça está Totó, companheiro de Dorothy em O Mágico de Oz.